# Jan Kumstát
Jan Kumstát (* 2. Januar 2007 in Prostějov) ist ein tschechischer Tennisspieler. Als Junior erreichte er drei Grand-Slam-Endspiele. 2025 gewann er das Juniorendoppel bei den Australian Open zusammen mit dem US-Amerikaner Maxwell Exsted.

## Persönliches
Kumstát wurde in eine Sportfamilie geboren. Sein Vater Pavel Kumstát und sein Onkel Petr Kumstát spielten beide Eishockey; Seine Mutter Kateřina Kumstát war Volleyballspielerin.

## Karriere
Im Sommer 2022 gewann er Gold im Einzel beim Europäischen Olympischen Jugendfestival in Banská Bystrica. Er war Teil des tschechischen Teams, das 2023 den Junior Davis Cup gewann.
Auf der ITF Junior Tour gab Kumstát bei den Australian Open 2024 sein Grand-Slam-Debüt. Auf dem Weg ins Einzel-Finale besiegte er den heimischen Favoriten Hayden Jones. Im Finale verlor er gegen Rei Sakamoto aus Japan. Mit seinem norwegischen Partner Nicolai Budkov Kjær erreichte er zudem das Viertelfinale im Doppel. Beim Turnier beeindruckte er mit Aufschlägen bis 215 km/h.
An der Seite seines Landsmannes Jan Klimas zog er in Wimbledon bei seinem zweiten Grand-Slam-Turnier ins Finale ein, wo sie von Alexander Razeghi und Max Schönhaus besiegt wurden. Mit zwei Turniersiegen im Doppel bei den J500 Kairo und J300 Plowdiw (auch Titel im Einzel) kletterte Kumstát erstmals in die Top 10 der Junior-Rangliste. Die beiden Grand-Slam-Turniere in Paris und New York verpasste er jeweils krankheitsbedingt.
Bei den Australian Open 2025 ging er als bestplatzierter Junior ins Rennen und schied im Viertelfinale aus. Im Doppel gewann er mit Maxwell Exsted das Endspiel gegen Ognjen Milić und Jegor Pleschiwzew und holte seinen ersten Grand-Slam-Titel, wodurch er auf Platz 3 der Junioren stieg.
Bei den Profis spielte Kumstát 2022 sein erstes Turnier und schaffte es durch erste Siege zu einer Platzierung in der Weltrangliste.